# Fältbiskopen

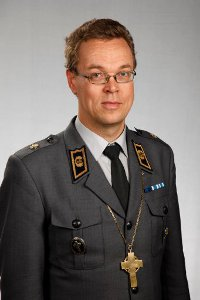
Pekka Särkiö, den nuvarande fältbiskopen

Fältbiskopen är ledare för det kyrkliga arbetet inom Finlands försvarsmakt.

## Ämbetet
Ämbetet grundades år 1941 av marskalk Carl Gustaf Emil Mannerheim. Fältbiskopens militärgrad är parallell med brigadgeneralens grad. Fältbiskopen är inom försvarsmakten ledare för fältprostar, militärpastorer och militärdiakoner. För att bli fältbiskop krävs det att man har teologie licentiatexamen eller teologie doktorsexamen.

## Kyrklig status
Trots namnet är fältbiskopen inte biskop i egentlig mening. Fältbiskopen är inte biskopsvigd och har heller inte rätt att prästviga. Han är inte heller ledare för något stift och bär inte den liturgiska skrud som inom Evangelisk-lutherska kyrkan i Finland tillfaller en biskop. Trots detta är fältbiskopen fullvärdig medlem i biskopsmötet och kyrkomötet.

## Fältbiskopar sedan 1941
- Johannes Björklund 1941−1956
- Toivo Laitinen 1956−1969
- Yrjö Massa 1969−1978
- Viljo Remes 1978−-1986
- Jorma Laulaja 1986−1995
- Hannu Niskanen 1995−2012
- Pekka Särkiö 2012−